# Två ska man vara
Två ska man vara (engelska: The Story of Vernon and Irene Castle) är en amerikansk biografisk musikalfilm från 1939 i regi av H. C. Potter. Filmen är baserad på berättelserna My Husband och My Memories of Vernon Castle av Irene Castle. I huvudrollerna ses Fred Astaire, Ginger Rogers, Edna May Oliver och Walter Brennan.

## Rollista i urval
- Fred Astaire - Vernon Castle
- Ginger Rogers - Irene Castle (ogift Foote)
- Edna May Oliver - Maggie Sutton
- Walter Brennan - Walter Ash
- Lew Fields - sig själv
- Etienne Girardot - Papa Aubel
- Janet Beecher - Mrs. Foote
- Rolfe Sedan - Emile Aubel
- Leonid Kinskey - Artist
- Robert Strange - Dr. Hubert Foote
- Douglas Walton - pilot under utbildning
- Clarence Derwent - Papa Louis
- Sonny Lamont - Charlie, steppdansare
- Frances Mercer - Claire Ford
- Victor Varconi - Grand Duke
- Donald MacBride - hotellchef
- Leyland Hodgson - brittisk sergeant